# 別爾梅什夫
50°41′36″N 24°31′41″E / 50.69333°N 24.52806°E
別爾梅什夫（烏克蘭語：Бермешів），是烏克蘭的村落，位於該國西部沃倫州，由沃洛德米爾區負責管轄，始建於1570年，面積0.72平方公里，海拔高度224米，2001年人口183，人口密度每平方公里255.94人。